# Thomas Amory (irlandzki pisarz)
Thomas Amory (1691?–1788) – irlandzki pisarz, znany z ekscentryzmu.

## Dzieła
- Memoirs. Containing the Lives of Several Ladies of Great Britain, 1755[2]
- The Life of John Buncle, Esq., 1756[3]